# Tribuče
Tribuče este o localitate din comuna Črnomelj, Slovenia, cu o populație de 295 de locuitori.